# Folksuveränitetsprincipen
Folksuveränitetsprincipen är en princip som föreskriver att all offentlig makt ska utgå från folket. Den utgör en viktig grundprincip för vissa moderna demokratier. I svensk rätt brukar den sägas framgå av 1 kap. 1 § första stycket regeringsformen. 
Idén om medborgerligt självstyre går tillbaka till antiken. Sin moderna form fick folksuveränitetsprincipen i samband med kritiken av det kungliga enväldet, men det var först under franska och amerikanska revolutionen som tanken om folkets suveränitet började användas för att förändra organiseringen av den politiska makten. I och med franska och amerikanska revolutionen antogs principen att den politiska makten får sin legitimitet av folket.
I sin bok ”Du contrat social” bidrog Jean-Jacques Rousseau till att utveckla folksuveränitetsprincipen. Utifrån Rousseau innebar principen om folksuveränitet att den offentliga makten ska utgå från vad han kallar "den allmänna viljan", det vill säga viljan hos majoriteten av medborgarna. Denna princip sätts ibland som motpol till och ibland som komplement till maktdelningsprincipen vilket innebär att makten ska fördelas på olika maktcentra för att minska korruptionsrisken. 
I de nordiska länderna har folksuveränitetsprincipen fått stort genomslag vilket bland annat visas i den svenska regeringsformens första kapitel första paragraf: ”All offentlig makt i Sverige utgår från folket”. Folksuveränitetsprincipen ger parlamentet total makt över både de verkställande och dömande myndigheterna (regeringen och domstolarna) och inte som i länder med maktdelning där dessa är fristående maktcentra utan underkastelse till parlamentet.